# Blair Evans
Blair Catherine Evans (* 3. April 1991 in Perth, Western Australia) ist eine ehemalige australische Schwimmerin. Sie erschwamm bei Olympischen Spielen eine Silbermedaille sowie bei Weltmeisterschaften je eine Silbermedaille auf der 50-Meter-Bahn und auf der 25-Meter-Bahn.

## Sportliche Karriere
Ihr internationales Debüt gab die 1,75 Meter große Blair Evans bei den Weltmeisterschaften 2009 in Rom. Über 800 Meter Freistil schied sie als 18. der Vorläufe aus. Bei den Pan Pacific Swimming Championships 2010 in Irvine wurde Evans sowohl über 200 Meter Freistil als auch über 400 Meter Freistil Dritte. Mit der 4-mal-200-Meter-Freistilstaffel gewann sie die Silbermedaille. Anderthalb Monate später bei den Commonwealth Games 2010 in Delhi wurde Evans Sechste über 200 Meter Freistil, Fünfte über 800 Meter Freistil und Vierte über 400 Meter Lagen. Die 4-mal-200-Meter-Freistilstaffel mit Kylie Palmer, Blair Evans, Bronte Barratt und Meagen Nay siegte mit fast vier Sekunden Vorsprung auf die Neuseeländerinnen. Ende 2010 bei den Kurzbahnweltmeisterschaften in Dubai wurde die 4-mal-200-Meter-Freistilstaffel mit Blair Evans, Jade Neilsen, Kelly Stubbins und Kylie Palmer Zweite hinter den Chinesinnen und vor den Französinnen. Bei ihren Einzelstarts wurde Evans Sechste über 800 Meter Freistil und Fünfte über 200 Meter Freistil.
2011 bei den Weltmeisterschaften in Shanghai schwamm die australische 4-mal-200-Meter-Freistilstaffel im Vorlauf mit Angie Bainbridge, Blair Evans, Jade Neilsen und Bronte Barratt die sechstbeste Zeit. Im Finale siegte das US-Quartett mit einer Sekunde Vorsprung vor Bronte Barratt, Blair Evans, Angie Bainbridge und Kylie Palmer, die ihrerseits 0,24 Sekunden vor den drittplatzierten Chinesinnen anschlugen. Auch die nur im Vorlauf eingesetzten australischen Schwimmerinnen erhielten eine Silbermedaille. Bei den Olympischen Spielen 2012 in London schwamm Blair Evans über 400 Meter Lagen die 13. Vorlaufzeit und verfehlte die Finalteilnahme um vier Sekunden. Vier Tage später erreichte die 4-mal-200-Meter-Freistilstaffel mit Brittany Elmslie, Angie Bainbridge, Jade Neilson und Blair Evans die schnellste Vorlaufzeit. Im Finale waren Bronte Barratt, Melanie Schlanger, Kylie Palmer und Alicia Coutts über fünf Sekunden schneller, wurden aber nur Zweite hinter der Staffel aus den Vereinigten Staaten.
Nachdem sie drei Jahre nicht an internationalen Meisterschaften teilgenommen hatte, gelang Blair Evans 2016 der Sprung ins Olympiaaufgebot. Bei den Olympischen Spielen in Rio de Janeiro trat sie über 400 Meter Lagen an und schwamm die 16. Vorlaufzeit, lag diesmal aber nur etwa zwei Sekunden hinter der Zeit, die zur Finalteilnahme nötig gewesen wäre. Bei den Commonwealth Games 2018 in Gold Coast wurde Evans über 400 Meter Lagen Dritte hinter der Engländerin Aimee Willmott und der Schottin Hannah Miley. Als Fünfter über 200 Meter Lagen fehlte ihr eine Sekunde zu den Medaillen. 2021 wurde Evans über 400 Meter Lagen Vierte bei der Olympiaqualifikation und beendete dann ihre Karriere.